# USS Hovey (DD-208)
USS Hovey (DD-208/DMS-11) là một tàu khu trục lớp Clemson được Hải quân Hoa Kỳ chế tạo vào cuối Chiến tranh Thế giới thứ nhất, trong Chiến tranh Thế giới thứ Hai được cải biến thành một tàu quét mìn cao tốc DMS-11 và phục vụ cho đến khi bị đánh chìm trong chiến đấu tại Philippines vào ngày 7 tháng 1 năm 1945. Nó là chiếc tàu chiến duy nhất của Hải quân Hoa Kỳ được đặt tên theo Thiếu úy Hải quân Charles Hovey (1885–1911).

## Thiết kế và chế tạo
Hovey được đặt lườn vào ngày 18 tháng 8 năm 1918 tại xưởng tàu của hãng William Cramp & Sons ở Philadelphia, Pennsylvania. Nó được hạ thủy vào ngày 26 tháng 4 năm 1919, được đỡ đầu bởi Bà Louise F. Kautz, chị Thiếu úy Hovey; và được đưa ra hoạt động vào ngày 2 tháng 10 năm 1919 dưới quyền chỉ huy của Hạm trưởng, Trung tá Hải quân Stephen B. McKinney. Nó là một số ít tàu khu trục lớp Clemson được trang bị bốn khẩu pháo 4 inch Mk 14 nòng đôi; chúng bị tháo dỡ vào năm 1940.

## Lịch sử hoạt động

### Giữa hai cuộc thế chiến
Sau khi hoàn tất việc chạy thử máy tại vùng bờ biển Florida, Hovey khởi hành từ Newport, Rhode Island vào ngày 19 tháng 12 năm 1919 cùng với tàu chị em Chandler để đi Azores và Breast, Pháp để phục vụ như một tàu trạm. Nó khởi hành từ Dalmatia, Ý vào ngày 10 tháng 7 năm 1920 để làm nhiệm vụ cùng Lực lượng Hải quân Hoa Kỳ tại vùng biển Adriatic. Đi đến Constantinople vào ngày 12 tháng 7, nó sau đó viếng thăm các cảng Nga trong Hắc Hải như một tàu trạm cho đến ngày 17 tháng 12, khi nó lên đường đi Port Said, Ai Cập. Nó lên đường, đi qua kênh đào Suez và Ấn Độ Dương để nhận nhiệm vụ cùng Hạm đội Á Châu tại Cavite, Philippines. Hovey tiếp tục vụ vụ tại Viễn Đông cho đến khi nó lên đường quay trở về nhà, về đến San Francisco, California vào ngày 2 tháng 10 năm 1922, và được cho xuất biên chế tại San Diego vào ngày 1 tháng 2 năm 1923.
Hovey được cho nhập biên chế trở lại vào ngày 20 tháng 2 năm 1930 tại San Diego, California dưới quyền chỉ huy của Hạm trưởng, Trung tá Hải quân Stuart O. Greig. Sau khi hoàn tất chạy thử máy ngoài khơi San Diego và Mare Island, nó phục vụ chủ yếu như tàu huấn luyện cho quân nhân dự bị cho đến ngày 9 tháng 4 năm 1934, khi nó băng qua kênh đào Panama và đi đến New York vào ngày 31 tháng 5. Sau một giai đoạn huấn luyện và thực hành hạm đội ngoài khơi bờ biển New England và Florida, Hovey quay trở về San Diego vào ngày 9 tháng 11. Nó được đại tu tại Xưởng hải quân Mare Island, rồi tiếp tục phục vụ dọc theo vùng bờ Tây trong các hoạt động thực hành và tập trận Vấn đề Hạm đội tại vùng kênh đào và vùng biển Hawaii.

### Thế Chiến II
Hovey được cải biến thành một tàu quét mìn cao tốc và được xếp lại lớp với ký hiệu lườn mới DMS-11 vào ngày 19 tháng 11 năm 1940. Sau khi được huấn luyện khẩn trương, nó khởi hành vào ngày 4 tháng 2 năm 1941 để nhận nhiệm vụ tại Trân Châu Cảng. Khi Nhật Bản bất ngờ tấn công Trân Châu Cảng vào ngày 7 tháng 12 năm 1941, nó đang cùng với tàu khu trục chị em Chandler hộ tống chống tàu ngầm cho tàu tuần dương Minneapolis trong một cuộc thực hành tác xạ cách 20 nmi (37 km) ngoài khơi Trân Châu Cảng. Chiếc tàu quét mìn lập tức đảm nhiệm tuần tra và hộ tống vận tải chung quanh Trân Châu Cảng cho đến ngày 20 tháng 5 năm 1942, khi nó hộ tống một đoàn tàu 20 chiếc đi San Francisco, đến nơi vào ngày 31 tháng 5. Nó quay trở lại Trân Châu Cảng vào giữa tháng 6, rồi lên đường vào ngày 10 tháng 7 cùng với tàu khu trục chị em Southard hộ tống cho chiếc Argonne để hướng đến khu vực Tây Nam Thái Bình Dương. Nó đi đến quần đảo Fiji vào ngày 23 tháng 7, và tham gia đội quét mìn trực thuộc Lực lượng Đổ bộ Nam Thái Bình Dương dưới quyền Chuẩn đô đốc Richmond K. Turner.

#### Chiến dịch quần đảo Solomon
Trong trận Guadalcanal, cuộc tấn công đổ bộ đầu tiên của Đồng Minh trong một chuỗi các chiến dịch nhảy cóc lên các đảo, vào ngày 7 tháng 8, Hovey được giao nhiệm vụ bảo vệ các tàu vận tải, và ngay trước 08 giờ 00, nó chiếm lấy vị trí bắn phá để hỗ trợ cho việc đổ bộ lên phía Đông Gavutu. Các khẩu đội pháo duyên hải Nhật Bản nổ súng nhưng nhanh chóng bị hỏa lực chính xác của Hovey và các tàu hỗ trợ hỏa lực khác làm im tiếng. Sau đó nó cùng các tàu quét mìn khác làm nhiệm vụ quét mìn giữa Gavutu và Bungana. Sáng hôm sau, nó đi vào eo biển Lengo để giúp đánh trả cuộc tấn công của một liên đội máy bay ném bom-ngư lôi đối phương. Hỏa lực phòng không dày đặc của phía Đồng Minh đã buộc các máy bay Nhật phải phóng ngư lôi sớm, và vì vậy ở khoảng cách quá xa nên đợt tấn công hầu như không có hiệu quả.
Hovey tiếp tục các hoạt động chung quanh Guadalcanal trước khi rút lui về New Caledonia vào ngày 13 tháng 9 để tiếp liệu. Từ đây nó đi đến Samoa trước khi quay trở lại Ndeni, Santa Cruz cùng một đội trinh sát Thủy quân Lục chiến. Quay trở lại New Caledonia, nó khởi hành vào ngày 10 tháng 10, kéo theo hai tàu tuần tra-phóng lôi PT boat cùng 127 thùng xăng máy bay trên tàu để chuyển giao đến Tulagi hai ngày sau đó. Nó tiếp tục làm nhiệm vụ hộ tống vận tải giữa Guadalcanal và Espiritu Santo, cho đến khi quay về San Francisco vào ngày 19 tháng 4 năm 1943 để đại tu; và sau khi hoàn tất, nó rời Xưởng hải quân Mare Island cùng một đoàn tàu vận tải vào ngày 31 tháng 5 để đi New Caledonia, đến nơi vào ngày 10 tháng 8. Nó tiếp nối nhiệm vụ tuần tra và hộ tống vận tải cho đến ngày 30 tháng 10, khi nó gia nhập Lực lượng Đổ bộ III dưới quyền Chuẩn đô đốc Theodore S. Wilkinson cho cuộc đổ bộ lên mũi Torokina vào ngày 1 tháng 11 năm 1943. Trong một tuần lễ tiếp theo, lúc đang diễn ra cuộc chiếm đóng vịnh Nữ hoàng Augusta, nó hoạt động cùng với lực lượng đổ bộ, bảo vệ các tàu vận tải và quét mìn chuẩn bị.
Hovey tiếp tục nhiệm vụ hộ tống và bảo vệ tại khu vực quần đảo Solomon cho đến ngày 5 tháng 4 năm 1944, khi nó hộ tống cho chiếc di chuyển từ Tulagi đến Majuro, thuộc quần đảo Marshall. Nó quay trở lại Espiritu Santo vào ngày 11 tháng 4, và đến ngày 20 tháng 4 đã gia nhập Đơn vị Đặc nhiệm 34.9.3 dưới quyền Đại tá Hải quân Kane trên chiếc tàu sân bay hộ tống Petrof Bay để chuyển giao máy bay thay thế cho các tàu sân bay khác tại Manus. Đơn vị đặc nhiệm đã gặp gỡ Lực lượng Đặc nhiệm Tàu sân bay nhanh 58 để cung cấp máy bay thay thế cho các cuộc không kích đầu tiên xuống Truk. Tiếp tục đi đến đảo Florida, chiếc tàu khu trục lên đường quay về vùng bờ Tây, đi ngang qua Trân Châu Cảng và đến nơi vào ngày 31 tháng 5.

#### Các chiến dịch Trung tâm Thái Bình Dương
Sau khi hoàn tất việc sửa chữa, Hovey khởi hành đi Trân Châu Cảng vào ngày 29 tháng 7, nơi nó trở thành soái hạm của Hải đội Quét mìn 2 dưới quyền Trung tá Hải quân W. R. Loud. Nó khởi hành từ cảng Purvis vào ngày 6 tháng 9 trong thành phần hộ tống chống tàu ngầm cho Đội Hỗ trợ Hỏa lực phía Tây dưới quyền Chuẩn đô đốc Jesse B. Oldendorf cho các hoạt động ở phía Nam Palaus. Sau khi quét mìn tại khu vực giữa các đảo Angaur và Peleliu và tại eo biển Kossol, nó làm nhiệm vụ tuần tra chống tàu ngầm tại khu vực vận chuyển ngoài khơi Peleliu. Sau đó nó gia nhập nhóm quét mìn và thủy âm trực thuộc đội tàu sân bay hộ tống dưới quyền Chuẩn đô đốc Thomas Sprague cho chiến dịch chiếm đóng Leyte từ ngày 17 đến ngày 25 tháng 10 năm 1944. Vào ngày 17 tháng 10, nó bắt đầu quét mìn mở đường cho các tàu vận chuyển cao tốc và tàu hỗ trợ hỏa lực tại lối tiếp cận bãi đổ bộ trên đảo Dinagat. Sau các hoạt động quét mìn khác giữa vịnh Looc và lối tiếp cận Tacloban-Dulag, nó rút lui về Manus vào ngày 25 tháng 10.

#### Chiếm đóng Luzon
Trong vai trò soái hạm của đội quét mìn và thủy âm dưới quyền Trung tá Loud, Hovey khởi hành từ Manus vào ngày 23 tháng 12, và đi đến vịnh Leyte vào ngày 30 tháng 12. Nó lên đường vào ngày 2 tháng 1 năm 1945, tiến về phía Nam để đi qua eo biển Surigao và tiến vào biển Mindanao để hướng đến vịnh Lingayen, Luzon. Nhiều máy bay trinh sát đối phương đã quấy phá đoàn tàu trong đêm, nhưng không có cuộc tấn công nào cho đến sáng ngày 3 tháng 1.
Từ lúc đó trở đi, đoàn tàu liên tục chịu đựng các cuộc không kích nặng nề, đến mức Hovey phải áp dụng chính sách không nổ súng trừ khi bị tấn công trực tiếp, vì nó lo ngại sẽ tiêu phí hết đạn dược mang theo. Ở lối ra vào vịnh Lingayen lúc 08 giờ 00, các tàu quét mìn bị tấn công, và Hovey bắn rơi ngay một máy bay tấn công cảm tử kamikaze. Khi các con tàu quay mũi cho lượt quét mìn thứ hai, hai chiếc kamikaze khác tấn công vào hai con tàu ở cuối cột đội hình, đâm bổ vào Brooks và Long. Hovey giảm tốc độ và tiếp cận để trợ giúp Long, khi toàn bộ cầu tàu và sàn tàu của Long bốc cháy xen kẻ với những vụ nổ nhỏ từ hầm đạn phía trước và đạn dược. Do các vụ nổ và nguy cơ không kích, Hovey không thể cặp sát mạn, nhưng đã trải qua một giờ gần đó để vớt 149 người sống sót. Khi trời tối, các tàu quét mìn rút lui ra khỏi lối ra vào vịnh Lingayen.
Không có đợt tấn công nào khác cho đến 04 giờ 25 phút ngày 7 tháng 1, khi họ bắt được tín hiệu máy bay đối phương trên màn hình radar. Đến 04 giờ 50 phút, một máy bay bay thấp trên mặt nước từ mạn phải và bay ngang bên trên Hovey. Lát sau, một chiếc khác xuất hiện bên mạn trái và bị Chandler bắn chặn; tuy nhiên nó vẫn xoay xở bay thấp trên mặt nước và đâm vào mạn phải của Hovey và gây một đám cháy, tiếp nối ngay lập tức bởi một quả ngư lôi trúng vào mạn phải ở phòng động cơ phía sau. Điện và động lực bị mất ngay lập tức; con tàu bị vỡ làm đôi, phần đuôi tàu được giữ gần như cân bằng và bị ngập nước cho đến cấu trúc thượng tầng phía sau, trong khi phần mũi bị nghiêng 40° sang mạn phải và bị nhấc lên khỏi mặt nước. Hai phút sau, phần mũi nghiêng đến 90°,  nhấc thẳng đứng và chìm nhanh chóng ở độ sâu 54 sải (99 m), ở tọa độ 16°20′B 120°10′Đ / 16,333°B 120,167°Đ. Hai mươi bốn thành viên thủy thủ đoàn đã thiệt mạng trong cuộc tấn công cùng với 24 người tử trận khác là những người sống sót của Long và Brooks. Những người sống sót được thiết giáp hạm USS West Virginia cứu vớt.

## Phần thưởng
Hovey được tặng thưởng tám Ngôi sao Chiến trận do thành tích phục vụ trong Thế Chiến II.